# Киргистан на Светском првенству у атлетици у дворани 2022.
Киргистан је учествовао на 18. Светском првенству у атлетици у дворани 2022. одржаном у Београду од 18. до 20. марта петнаести пут, односно учествовао је под данашњим именом на свим првенствима од 1993. до данас. Репрезентацију Киргистана представљао је један атлетичар, који се такмичио у трци на 3.000 метара.,
На овом првенству такмичар Киргистана није освојио ниједну медаљу нити је остварио неки резултат.

## Учесници
Мушкарци:
- Нурсултан Кенешбеков — 3.000 м

## Резултати

### Мушкарци
| Атлетичар            | Дисциплина | Лични рекорд | Квалификација | Квалификација | Финале               | Финале       | Детаљи |
| Атлетичар            | Дисциплина | Лични рекорд | Резултат      | Место         | Резултат             | Место        | Детаљи |
| -------------------- | ---------- | ------------ | ------------- | ------------- | -------------------- | ------------ | ------ |
| Нурсултан Кенешбеков | 3.000 м    | 7:57,61      | 7:59,39       | 9. у гр. 1    | Није се квалификовао | 25 / 33 (34) |        |